# تطوير الأعمال

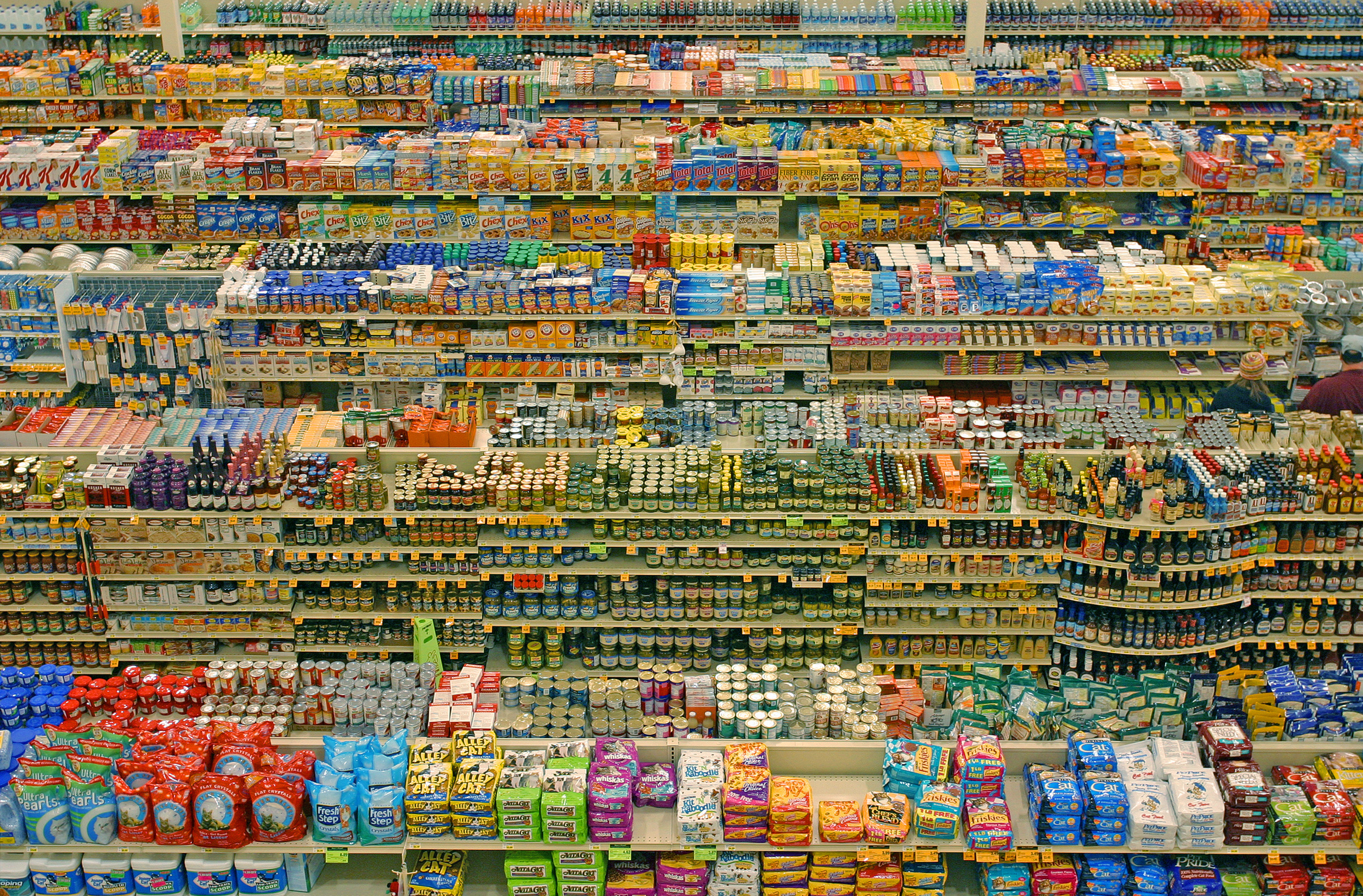

تطوير الأعمال في حقل الأعمال والتجارة، هو المجال المتخصص والذي يضم عدداً من التقنيات التي تهدف إلى كسب عملاء جدد وأختراق الأسواق الموجودة.

## لمحة عامة
يتم تعريف تطوير الأعمال على أنه المهام والعمليات المتعلقة بالإعداد التحليلي لفرص النمو المحتملة، ودعم ورصد تنفيذ تلك الفرص، ولكنه لا يشمل القرارات المتعلقة بالاستراتيجية وتنفيذ فرص النمو.

## التقنيات والأدوات
التقنيات المُستخدمة ما يلي:
- تقييم فرص التسويق و الأسواق المستهدفة
- جمع المعلومات الاستخبارية على العملاء و المنافسين
- توليد يقود لمبيعات محتملة
- تقديم المشورة والصياغة والفرض بشأن سياسات وعمليات المبيعات
- متابعة نشاط المبيعات
- اقتراح رسمي أو إدارة وكتابة عرض
- بروفات إعلان وعرض
- تصميم نموذج أعمال

تطوير الأعمال تشمل تقييم الأعمال ومن ثم تحقيق كامل إمكاناتها، وذلك باستخدام أدوات مثل:
- التسويق
- إدارة المعلومات (وأحياناً تُخلط مع إدارة المعرفة)
- خدمة العملاء

المنظمة السليمة تهدف إلى أن الصمود أمام المنافسين لا يوقف أبداً تطوير الأعمال [بحاجة لمصدر]، ولكنها تشارك في ذلك كأنها عملية مستمرة.
تطوير الأعمال الناجح غالباً ما يتطلب نهجاً متعدد التخصصات إلى ما بعد مجرد «عملية بيع للعميل». بعض الخبراء الاستشاريين [من؟] يوصوا كثيراً بإستراتيجية مفصلة لنمو الأعمال بطرق مرغوب فيها، التي ممكن أن نشمل مهارات مالية وقانونية وإعلانيه. ممارسي تطوير الأعمال لا يمكن الحد من أنشطتهم إلى قوالب بسيطة تنطبق على جميع أو حتى معظم الحالات التي تواجَه عن طريق شركات العالم الحقيقي. الإبداع في مواجهة التحديات الجديدة والغير متوقعة قد يساعد على النمو المستدام.
أدوار تطوير الأعمال قد يكون بها واحده من هاتين الوضعين:
1. مبيعات مُتوجهه (مواجهة العميل)؛ أو
2. وظيفة تنفيذية لدعم المبيعات.

في دور المبيعات، تطوير الأعمال يمكن أن يركز على تطوير مجرى العلاقات الإستراتيجية أو يركز على المبيعات العامة. هذا يتبين من تحليل توصيفات الوظائف المختلفة الموجودة قي محركات البحث عن وظيفه، وخصوصاً في المملكة المتحدة. في الولايات المتحدة، مصطلح «إدارة القبض» يبدو كوظيفة بديلة أو عنوان دور، تستخدم عادة عند وصف تطوير الأعمال كوظيفة تنفيذية لدعم وظيفة البيع بالنسبة للشركة. جمعية محترفي إدارة الاقتراح قد أنتجت «دورة حياة إدارة القبض» التي تصف العملية في ثلاث مراحل واسعه:
1. مرحلة ما قبل المناقصة
2. مرحلة المناقصة
3. مرحلة ما بعد المناقصة

الشركات من الصغيرة إلى المتوسطة الحجم في كثير من الأحيان لم تضع إجراءات لتطوير الأعمال، بدلاً من الاعتماد على إتصالاتهم الموجودة.أو الناس في مثل هذه الشركات يمكن أن تفترض ذلك لأنهم يعرفون الناس في الأماكن العالية وأن هذا سوف يحل أي مشاكل لتطوير الأعمال وذلك بطريقة أو بأخرى معاملات مالية جديده ستأتي لهم. يمكن لمثل هذا التفكير أن يكون له تداعيات كبيرة إذا كان أحد لا يمكنه استغلال تلك العلاقات، والتي في كثير من الأحيان [بحاجة لمصدر] لا تزال شخصية أو ضعيفه. مثل هذا الوضع قد يؤدي في عدم وجود أي مبيعات جديدة في خط الأنابيب.
محترفى تطويرالأعمال كثيراً كان عندهم في وقت سابق خبرة في مجال الخدمات المالية أو الخدمات المصرفية الاستثمارية أو الاستشارات الإدارية، على الرغم من أن العديد يجدوا طريقهم إلى هذا المجال عن طريق تسلق سلم الشركات في وظائف مثل إدارة العمليات أو المبيعات. مجموعة المهارات والخبرات لمتخصصين تطوير الأعمال تتكون عادة من خليط من التالي (وفقا لمتطلبات العمل):
- تسويق
- قانوني
- إستراتيجية
- المالية
- إدارة الاقتراح أو إدارة القبض
- خبرة المبيعات

يشير "خط الأنابيب" إلى تدفق عملاء محتملين أي أن الشركة بدأت التطوير. طاقم تطوير الأعمال تعيين لكل عميل محتمل في خط الأنابيب فرصة للنجاح في المئة، مع مبيعات متوقعة - أحجام مرفقة. المخططين يمكنهم استخدام المتوسط المُرجح لجميع العملاء المحتملين في خط الأنابيب لملاك المشروع لإدارة النشاط الجديد عند الانتهاء منه. الشركات عادة تدعم خطوط الأنابيب مع نوع ما من إدارة علاقات العملاء (CRM) أداة إدارة علاقات العملاء - قاعدة بيانات، إما على شبكة الإنترنت (مثل برنامج salesforce.com كحل خدمة)، أو في نظام منزل. أحياناً متخصصى تطوير الأعمال يديروا ويحللوا البيانات لإنتاج مبيعاتإدارة المعلومات (MI). مثل إدارة المعلومات (MI) يمكن أن تشمل:
- أسباب المكاسب / الخسائر
- تقدم الفرص في علاقه في ما يتعلق بعملية البيع
- أداء أعلى لناس المبيعات / قنوات المبيعات
- مبيعات الخدمات / المنتجات

للشركات الكببره والراسخة جيداً، لا سيما في مجال التكنولوجيا - صناعات ذات صلة، المصطلح «تطوير الأعمال» كثيرا ما يشير إلى إنشاء وإدارة علاقات إستراتيجية و تحالف مع أخرى ن، شركات طرف ثالث. الشركات يمكنها في هذه الحالات التأثير بنفوذهم على كل منهم من حيث الخبرة أو التكنولوجيات أو غيرها من الملكية الفكرية لتوسيع قدراتها على التحديد والبحث والتحليل والتقديم إلى الأعمال الجديدة في السوق والمنتجات الجديدة، تطوير الأعمال يُركز على تنفيذ خطة أعمال إستراتيجية من خلال أسهم التمويل المالى، اكتساب / تصفية التقنيات والمنتجات والشركات، بالإضافة إلى إقامة شراكات إستراتيجية أينما كان ذلك مناسباً.

## الروابط الخارجية
- شبكة مركز تطوير الأعمال الصغيرة
- إدارة الأعمال الصغيرة -- صفحة ويب حكومة الولايات المتحدة على تطوير الأعمال
- معهد للشركات الصغيرة والتطوير (ISED)
- رابطة محترفي إدارة اقتراح (APMP)